# Libanon na Letních olympijských hrách 1980
Libanon na Letních olympijských hrách 1980 v Moskvě reprezentovalo 15 sportovců.

## Medailisté
| Medaile | Jméno          | Sport | Soutěž                       |
| ------- | -------------- | ----- | ---------------------------- |
| Bronz   | Hassan Bechara | Zápas | muži řecko-římský nad 100 kg |